# 貝雷費特
貝雷費特（英語：Berefet）是甘比亞的城鎮，位於上河區的富拉杜東。根據2009年所做的人口調查數據顯示，居住於貝雷費特的總人口數量為313人。